# Fish Hawk
Fish Hawk ist  ein census-designated place (CDP) im Hillsborough County im US-Bundesstaat Florida. Das U.S. Census Bureau hat bei der Volkszählung 2020 eine Einwohnerzahl von 24.625 ermittelt.

## Geographie
Fish Hawk liegt rund 20 km südöstlich von Tampa.

## Demographische Daten
Laut der Volkszählung 2010 verteilten sich die damaligen 14.087 Einwohner auf 4.806 Haushalte. Die Bevölkerungsdichte lag bei 333 Einw./km². 88,1 % der Bevölkerung bezeichneten sich als Weiße, 4,2 % als Afroamerikaner, 0,1 % als Indianer und 3,5 % als Asian Americans. 1,6 % gaben die Angehörigkeit zu einer anderen Ethnie und 2,6 % zu mehreren Ethnien an. 11,7 % der Bevölkerung bestand aus Hispanics oder Latinos.
Im Jahr 2010 lebten in 64,7 % aller Haushalte Kinder unter 18 Jahren sowie 12,1 % aller Haushalte Personen mit mindestens 65 Jahren. 87,8 % der Haushalte waren Familienhaushalte (bestehend aus verheirateten Paaren mit oder ohne Nachkommen bzw. einem Elternteil mit Nachkomme). Die durchschnittliche Größe eines Haushalts lag bei 3,30 Personen und die durchschnittliche Familiengröße bei 3,55 Personen.
40,5 % der Bevölkerung waren jünger als 20 Jahre, 20,4 % waren 20 bis 39 Jahre alt, 30,6 % waren 40 bis 59 Jahre alt und 8,4 % waren mindestens 60 Jahre alt. Das mittlere Alter betrug 34 Jahre. 49,0 % der Bevölkerung waren männlich und 51,0 % weiblich.
Das durchschnittliche Jahreseinkommen lag bei 107.250 $, dabei lebten 2,2 % der Bevölkerung unter der Armutsgrenze.
Im Jahr 2000 war englisch die Muttersprache von 97,83 % der Bevölkerung und spanisch sprachen 2,17 %.